# Fred in George Weasley
Fred in George Weasley sta lika iz serije Harry Potter angleške pisateljice J. K. Rowling. 
V zgodbi sta dvojčka in starejša brata Rona. Sta dežurna zabavljača in na Bradavičarki ves čas povzročata težave. Značilna sta po dobrem humorju in po njunih smešnih izjavah. Njuna največja želja je, da bi odprla trgovino s čarovniškimi pripomočki, kar jima v šesti knjigi tudi uspe. Za to je zaslužen tudi Harry, ki jima da 1000 guldov, ki jih je dobil, ko je zmagal na Trišolskem turnirju.
Fred umre v knjigi Harry Potter in Svetinje smrti, ko ga pri Mrlakensteinovem obleganju Bradavičarke eksplozija na hodniku smrtno rani. George v bitki, ki se dogaja na začetku sedme knjige, izgubi uho. Ko se zbudi iz nezavesti, se najprej pošali, da se počuti luknjast kot švicarski sir. 